# Edith Roosevelt

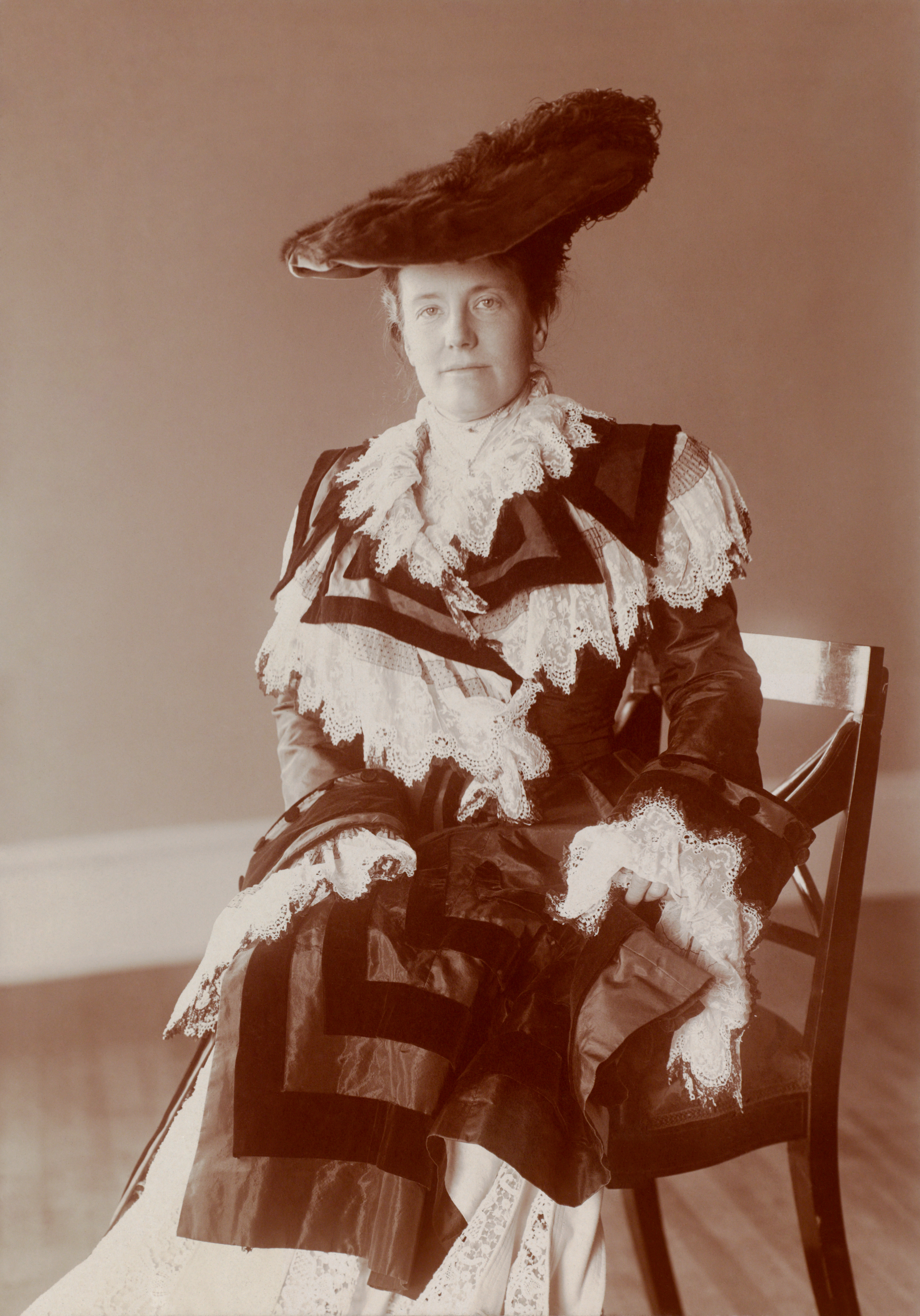
Edith Kermit Carow Roosevelt, portret Francesa Benjamin Johnstona

Edith Kermit Carow Roosevelt (ur. 6 sierpnia 1861 w Norwich, zm. 30 września 1948 w Oyster Bay) – pierwsza dama Stanów Zjednoczonych w latach 1901-1909 jako druga żona Theodore’a Roosevelta.

## Życiorys
Edith Kermit Carow urodziła się 6 sierpnia 1861 roku w Norwich. W młodości jej rodzina przeniosła się do Nowego Jorku, gdzie Edith poznała rodzinę Rooseveltów. Przyjaźniła się głównie z siostrą Theodore’a – Corinne. Po pewnym czasie zaczęła się spotykać z przyszłym prezydentem, który był wówczas studentem na Harvardzie. Po upływie około dwóch lat, Roosevelt oświadczył się jej, lecz został odrzucony, co spowodowało zakończenie związku. Wkrótce potem poślubił Alice Hathaway i zerwał kontakt z Edith Carow.
Po śmierci żony, Roosevelt wyjechał na kilka lat na Dziki Zachód, a gdy powrócił unikał spotkania z Carow. Spotkali się jesienią 1885 i ponownie zaczęli się spotykać, a po kilku miesiącach się zaręczyli. Z uwagi na śmierć ojca Edith, ślub został odłożony, a rodzina Carowów przeniosła się do Wielkiej Brytanii. Zimą 1886 roku odbył się skromny ślub Roosevelta i Carow. Po ślubie zamieszkali w Oyster Bay w Nowym Jorku.
Edith wspierała męża w jego politycznych aspiracjach i organizowała przyjęcia dla polityków, by zyskać dodatkowe poparcie dla Theodore’a. Kiedy w 1900 roku był kandydatem na wiceprezydenta przy Williamie McKinleyu, Edith uważała, że to osłabi jego pozycję polityczną i uniemożliwi dalszą karierę. Gdy w 1901 McKinley został postrzelony przez Leona Czolgosza, Roosevelt przebywał w górach Adirondacks. 14 września McKinley zmarł, a Roosevelt złożył przysięgę jako nowy prezydent USA.
Nowa pierwsza dama wprowadziła nowe zwyczaje po wprowadzeniu do Białego Domu – zastąpiła dotychczasowe przyjęcia musicalami i koncertami. Zapraszała także naukowców i literatów. Gruntownie przemeblowała Biały Dom, a także nakazała zawiesić galerię portretów wszystkich pierwszych dam. Była także pierwszą żoną prezydenta, która zatrudniała osobistą sekretarkę. Ponadto raz w tygodniu spotykała się z żonami innych członków rządu, by omówić sprawy protokolarne. Tuż przed opuszczeniem Białego Domu popadła w konflikt ze swoją następczynią, Helen Taft, która oświadczyła, że wymieni cały personel siedziby prezydenckiej, zaraz po objęciu urzędu przez jej męża. Edith sprzeciwiła się tej decyzji, twierdząc że nowa pierwsza dama najpierw powinna sprawdzić ich kwalifikacje.
Rok po zakończeniu kadencji przez Roosevelta, oboje udali się w podróż do Europy. W 1912, za namową Edith, Theodore ponownie ubiegał się o prezydenturę, lecz przegrał. W czasie kampanii, został niegroźnie postrzelony i hospitalizowany w Chicago. Edith wówczas zaczęła bardziej dbać o zdrowie męża. 11 listopada 1918 Roosevelt trafił do szpitala w wyniku reumatyzmu. Zmarł 6 stycznia 1919. To wydarzenie, połączone ze stratą najmłodszego syna, który zginął pół roku wcześniej w czasie I wojny światowej, nadszarpnęło zdrowie byłej pierwszej damy.
Po śmierci męża Edith Roosevelt, dużo podróżowała i włączała się w działalność charytatywną. Wspierała także Herberta Hoovera i konserwatywne skrzydło Partii Republikańskiej. Krytykowała demokratę, Franklina Delano Roosevelta, który był dalekim krewnym jej męża. Po II wojnie światowej zamieszkała ze swoją córką, Ethel. Zmarła 30 września 1948 w Oyster Bay.

## Życie prywatne
Edith Carow wyszła za mąż za Theodore’a Roosevelta 2 grudnia 1886 roku. Para miała czterech synów: Theodore’a, Kermita, Archibalda i Quentina oraz córkę Ethel. Wychowywali także wspólnie córkę Roosevelta z pierwszego małżeństwa – Alice.